# Gymnastikschuh

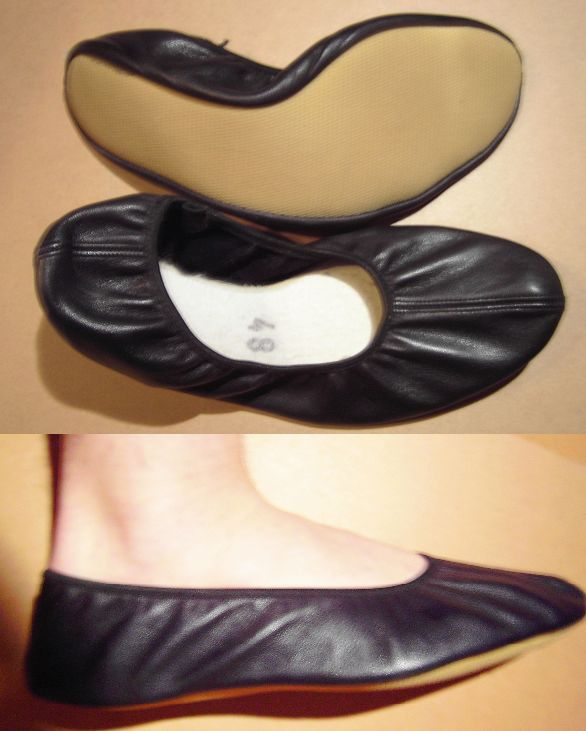
Gymnastikschuhe

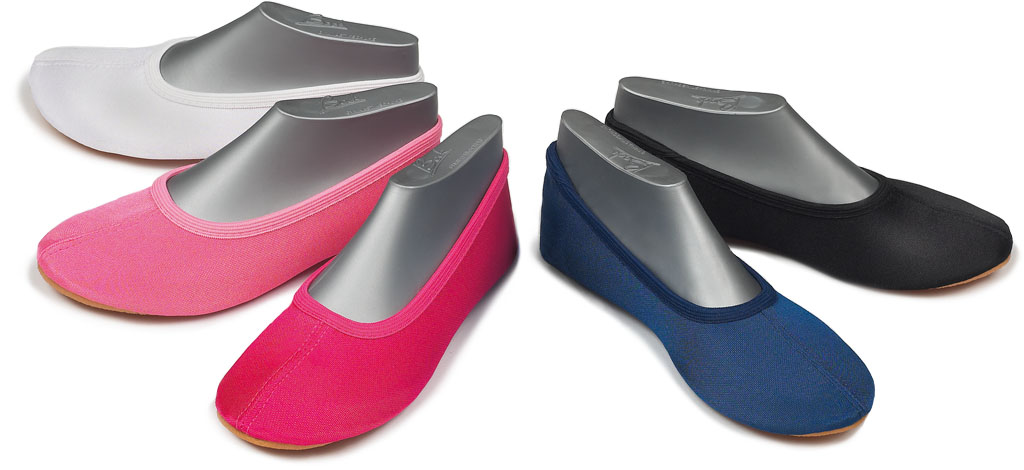
Gymnastikschuhe

Gymnastikschuhe, auch Gymnastikschläppchen (Schweiz: „Täppeli“ oder „Geräteschuhe“) oder Turnschläppchen, sind sehr leichte und weiche Unisex-Schuhe, die über eine dünne, sehr biegsame Sohle verfügen. Dies ist, je nach Verwendungsbereich, eine rutschfeste Gummisohle, eine gleitfähige Ledersohle oder eine geteilte Sohle bestehend aus einer Ledereinfassung mit Gummieinsätzen. Oft besitzen Gymnastikschuhe eine weiche, schweißaufsaugende Innensohle. Das einlagige Obermaterial besteht aus Leder, Baumwolle oder Lycra, kann aber auch zusätzlich mit einem Baumwollgewebe kaschiert sein. Ein elastischer Schaftabschluss, bei einigen Modellen zusätzlich ein Ristgummi oder ein kreuzförmig angeordnetes Band, sorgen für festen Halt am Fuß. Neben dem Einsatz im (Schul-)Sport finden Gymnastikschuhe auch häufig als Hausschuhe Verwendung.
Gymnastikschuhe sollen dem Fuß entweder rutschsicheren Bodenhalt geben, zum Beispiel beim Turnen, bei der Gymnastik oder der Akrobatik, sicheren Halt auf einem Pferd (beim Voltigieren) oder aber Gleit- und Drehfähigkeit, zum Beispiel beim Tanzen, ermöglichen und den Träger vor einer Fußpilz-Infektion schützen. Sie dienen auch als Schutz vor Hautverletzungen der Füße durch Steinchen oder Holzsplitter.
Eine Variante des Gymnastikschuhs ist der Eurythmieschuh. Eine dünne Gummisohle und ein den Fuß fest umschließender Aufbau sorgen für besonders festen Halt bei gleichzeitiger maximaler Bewegungsfreiheit.
Eine Unterart stellen sogenannte RSG-Kappen ohne Fersenteil dar, diese werden für die Rhythmische Sportgymnastik verwendet.
Gymnastikschuhe haben auch in die Badebekleidung Einzug gehalten. Mit wasserdurchlässigem Mesh-Oberstoff und rutschfester Gummisohle ausgestattet, geben sie Halt auf den Fliesen der Schwimmbäder und sind zum Schwimmen geeignet.
Gymnastikschuhe gibt es in vielen verschiedenen Farben, häufig sind sie jedoch weiß oder schwarz.